# Joseph Mollet
Pour les articles homonymes, voir Mollet (homonymie).
Joseph Mollet, né à Aix-en-Provence le 5 novembre 1756 et mort dans la même ville le 30 janvier 1829, était un mathématicien et physicien français.

## Biographie
À partir de 1800, il est membre de l'Académie des sciences, belles-lettres et arts de Lyon (alors appelée Athénée) et professeur de mathématiques et de physique à l'école centrale du département du Rhône.
En 1803, il construisit un briquet pneumatique amélioré Tachypyrion, (briquet grec, rapide), qui fut produit par les frères Dumotiez à partir de l'année suivante.

## Publications
- Hydraulique physique, ou Connaissance des phénomènes que présentent les fluides..., Lyon, Éd. Ballanche, 1809[1]
- Mécanique physique, ou Traité expérimental et raisonné du mouvement et de l'équilibre dans les corps solides, Avignon, Éd. Seguin, 1818[1]
- Gnomonique graphique, ou Méthode simple et facile pour tracer les cadrans solaires sur toute sorte de plans, en ne faisant usage que de la règle et du compas, Paris, Éd. Vve Coursier, 1815[1]